# Котиев, Ахмед Якубович
Ахмед Якубович Котиев (15 января 1968, Владикавказ) — российский боксёр полусредней весовой категории, выступал на профессиональном уровне в период 1991—2000, владел титулом чемпиона мира по версии WBO, защитил его четыре раза. В настоящее время занимает должность министра по физической культуре и спорту Республики Ингушетия.

## Биография
Ахмед Котиев родился 15 января 1968 года во Владикавказе, Северо-Осетинская Автономная ССР. Активно заниматься боксом начал в возрасте двенадцати лет в спортивной секции посёлка Карца, куда за семь километров пешком добирался из села Дачное, проходил подготовку у заслуженного тренера Руслана Чапанова.
Первого серьёзного успеха на ринге добился в 1985 году, когда выиграл серебряную медаль на взрослом международном турнире в Тбилиси, тем самым выполнив норматив мастера спорта СССР. В период 1986—1988 проходил срочную службу в Советской армии, при этом не оставлял тренировки, был чемпионом и призёром первенств Вооружённых сил СССР. В 1990 году стал чемпионом РСФСР, выиграл Кубок Советского Союза по боксу, одержал победу на крупном международном турнире в Северной Корее.
В 1991 году Котиев решил попробовать себя среди профессионалов и уже в августе провёл свой первый профессиональный бой — по очкам победил Виктора Балалева. В поединке за звание чемпиона СССР и в первом полулёгком весе, прошедшем в феврале 1992 года, неожиданно потерпел поражение от Виктора Баранова. После этой неудачи уехал на постоянное жительство в Германию, где, подписав контракт с промоутерской компанией Universum Box Рromotion, продолжил подготовку под руководством знаменитого немецкого тренера Фрица Здунека. В течение последующих лет одержал множество побед над местными боксёрами, в мае 1995 года завоевал пояс интернационального чемпиона в полулёгкой весовой категории по версии Всемирного боксёрского совета (ВБС), а в январе 1998-го стал интерконтинентальным чемпионом по версии Всемирной боксёрской организации (ВБО).
Поднявшись в рейтингах, в начале 1998 года Котиев был назван официальным претендентом на титул чемпиона мира ВБО, и в феврале в бою с американцем Леонардом Таунсендом он добыл чемпионский пояс — после двенадцати раундов судьи отдали ему победу единогласным решением. Впоследствии защитил чемпионский титул четыре раза, лишившись его в мае 2000 года после матча-реванша с пуэрториканцем Даниэлем Сантосом (бой закончился нокаутом в пятом раунде). Потерпев поражение, Ахмед Котиев принял решение завершить карьеру спортсмена. Всего в профессиональном боксе он провёл 30 боёв, 28 раз победил (в том числе 15 досрочно), 2 раза проиграл.
В период 2000—2010 Котиев занимался бизнесом, затем указом Президента Ингушетии от 2010 года назначен на должность министра физической культуры, спорта и туризма республики. С октября 2016 года депутат Народного Собрания Республики Ингушетия 6-го созыва. Окончил Российский государственный университет физической культуры, спорта, молодёжи и туризма по специальности «Физическая культура и спорт», награждён высшей государственной наградой республики Ингушетия — орденом «За заслуги», Медалью "Патриот России". Женат, воспитывает троих сыновей и дочь.